# Canton de Thiaucourt-Regniéville
Le canton de Thiaucourt-Regniéville est une ancienne division administrative française qui était située dans le département de Meurthe-et-Moselle.

## Géographie
Ce canton est organisé autour de Thiaucourt-Regniéville dans l'arrondissement de Toul. Son altitude varie de 171 m (Arnaville) à 366 m (Bayonville-sur-Mad) pour une altitude moyenne de 220 m.
Les communes de Vandelainville, Bayonville-sur-Mad et Arnaville constituent une exclave du canton. Pour y parvenir depuis le reste du canton, il faut traverser l'arrondissement de Nancy ou l'arrondissement de Briey.

## Histoire
Ce canton fut en position frontalière avec l'Allemagne entre 1871 et 1918.

## Représentation

### Conseillers généraux de 1833 à 2015
| Période | Période          | Identité                          | Étiquette     | Qualité |
| ------- | ---------------- | --------------------------------- | ------------- | --- |
| 1833    | 1834 (démission) | Alphonse Dégoutin (1809-1870)     |               | Propriétaire du château de Remonvaulx, à Bayonville Substitut du Procureur à Briey (1837), Conseiller à la Cour d'Appel de Nancy (1865) |
| 1834    | 1848             | François Louis Mengin (1773-1863) |               | Maréchal de camp en retraite à Thiaucourt                                                                                               |
| 1848    | 1867             | Claude Forel (1799-1885)          |               | Propriétaire, négociant, maire de Thiaucourt                                                                                            |
| 1867    | 1871             | Louis François Théodore Rollet    |               | Maire de Thiaucourt |
| 1873    | 1892             | Henri Marquis                     | GR            | Avocat Sénateur (1883-1906) Maire de Thiaucourt                                                                                         |
| 1892    | 1897 (décès)     | Jules Jacquemin                   | Républicain   | Maire de Thiaucourt |
| 1897    | 1904             | Louis-François Rollet             | Républicain   | Viticulteur à Thiaucourt |
| 1904    | 1919             | Marie-Jules Stef                  | Républicain   | Viticulteur, juge de paix à Thiaucourt, conseiller d'arrondissement                                                                     |
| 1919    | 1934             | Henry Poulet                      | Rad.ind.      | Conseiller d'État, ancien Préfet de Colmar                                                                                              |
| 1934    | 1940             | Jean Quenette                     | URD puis RIAS | Avoué Député (1935-1940) |
|         |                  |                                   |               | |
| 1943    | 1945             | Léon Mangeot                      | ?             | Ingénieur du service vicinal Président de la délégation spéciale de Thiaucourt Nommé conseiller départemental en 1943                   |
|         |                  |                                   |               | |
| 1945    | 1949             | Jean Dumont                       | URD           | Notaire à Thiaucourt |
| 1949    | 1973             | Jean Bertin (1909-1974)           | RPF puis DVD  | Général Conseiller municipal de Nancy                                                                                                   |
| 1973    | 1979             | M. Hermann                        | PS            | |
| 1979    | 1992             | Maurice Chaupré                   | DVD           | Menuisier Maire de Thiaucourt |
| 1992    | 2004             | Jean-Louis Cossin                 | UDF           | Pharmacien Maire de Thiaucourt-Regniéville                                                                                              |
| 2004    | 2015             | Olivier Jacquin                   | PS            | Agriculteur Maire-adjoint de Limey |

### Conseillers d'arrondissement (de 1833 à 1940)
| Période                                  | Période | Identité            | Étiquette | Qualité |
| ---------------------------------------- | ------- | ------------------- | --------- | --- |
| 1833                                     | 1839    | Étienne Gasson      |           | Juge de paix à Thiaucourt                                                                                   |
| 1839                                     | 1848    | M. Picquant         |           | Propriétaire à Thiaucourt                                                                                   |
|                                          |         |                     |           | |
| 1895                                     | 1904    | Marie-Jules Stef    |           | Viticulteur à Thiaucourt                                                                                    |
| 1904                                     | 1919    | Marie-Léon François |           | Propriétaire à Thiaucourt                                                                                   |
| 1919                                     | 1925    | Jules Lallemant     |           | Cultivateur, maire de Limey                                                                                 |
| 1925                                     | 1931    | Léon Grandcolas     |           | Propriétaire à Thiaucourt                                                                                   |
| 1931                                     | 1940    | Eugène Maurice      |           | Cultivateur, marchand de bois, maire de Thiaucourt                                                          |
| 1940                                     |         |                     |           | Les conseils d'arrondissement ont été suspendus par la loi du 12 octobre 1940 et n'ont jamais été réactivés |
| Les données manquantes sont à compléter. |         |                     |           | |

## Composition
Le canton de Thiaucourt-Regniéville groupe 20 communes et compte 4 337 habitants (recensement de 1999 sans doubles comptes).
| Communes               | Population (2012) | Code postal | Code Insee |
| ---------------------- | ----------------- | ----------- | ---------- |
| Arnaville              | 609               | 54530       | 54022      |
| Bayonville-sur-Mad     | 306               | 54890       | 54055      |
| Bouillonville          | 91                | 54470       | 54087      |
| Charey                 | 64                | 54470       | 54119      |
| Dommartin-la-Chaussée  | 36                | 54470       | 54166      |
| Essey-et-Maizerais     | 370               | 54470       | 54182      |
| Euvezin                | 84                | 54470       | 54187      |
| Flirey                 | 173               | 54470       | 54200      |
| Jaulny                 | 220               | 54470       | 54275      |
| Limey-Remenauville     | 209               | 54470       | 54316      |
| Lironville             | 82                | 54470       | 54317      |
| Pannes                 | 146               | 54470       | 54416      |
| Rembercourt-sur-Mad    | 190               | 54470       | 54453      |
| Saint-Baussant         | 59                | 54470       | 54470      |
| Seicheprey             | 81                | 54470       | 54499      |
| Thiaucourt-Regniéville | 1 039             | 54470       | 54518      |
| Vandelainville         | 152               | 54890       | 54544      |
| Viéville-en-Haye       | 150               | 54470       | 54564      |
| Vilcey-sur-Trey        | 155               | 54700       | 54566      |
| Xammes                 | 121               | 54470       | 54594      |

## Démographie
| 1962  | 1968  | 1975  | 1982  | 1990  | 1999  | 2009  |
| ----- | ----- | ----- | ----- | ----- | ----- | ----- |
| 4 307 | 4 562 | 4 211 | 4 135 | 4 057 | 4 337 | 4 772 |